# تاريخ هافانا

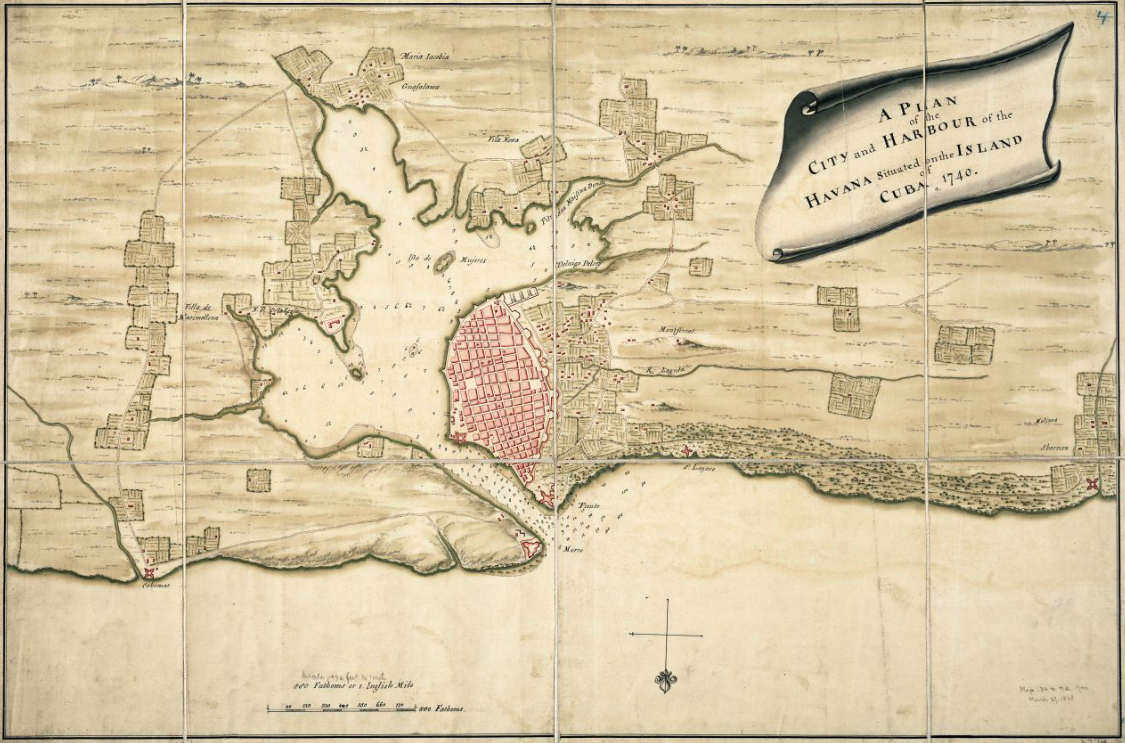

تأسست هافانا في القرن السادس عشر فأزاحت سانتياغو دي كوبا باعتبارها أهم مدينة في الجزيرة عندما أصبحت ميناءً رئيسيًا للشحن عبر المحيط الأطلسي، وخاصة أسطول الكنز الإسباني.

## نبذة تاريخية

### تأسيس هافانا
زار الإسبان لأول مرة هافانا خلال رحلة سيباستيان دي أوكامبو للجزيرة عام 1509. في عام 1510 وصل أول المستعمرين الإسبان من جزيرة هيسبانيولا وبدأوا غزو كوبا. أسس دييغو فيلازكويز دي كوييار مدينة سان كريستوبال دي لا هابانا في 25 أغسطس 1514 أو 1515، على الساحل الجنوبي للجزيرة، بالقرب من بلدة سورجيدرو دي باتابانو الحالية، أو على الأرجح على ضفاف نهر مايابيك بالقرب من بلايا مايابيك. ومع ذلك، فشلت كل محاولات لتأسيس مدينة على الساحل الجنوبي لكوبا، لكن خريطة كوبا المبكرة المرسومة في عام 1514 وضعت المدينة عند مصب هذا النهر. بين عامي 1514 و1519، كان لدى المدينة مؤسستان مختلفتان على الساحل الشمالي، أحدهما في لا توريرا، اليوم في حي بوينتس غرنديس، بجوار نهر ألميندارس. موقع هافانا الحالي مجاور لما كان يسمى آنذاك بويرتو دي كارديناس في عام 1519. بررت جودة هذا الخليج الطبيعي التغيير في موقع ميناء هافانا. كتب بارتولومي دي لاس كاساس:
«كانت إحدى السفن أو كليهما، بحاجة إلى إمالة للترميم، أي تجديد أو إصلاح الأجزاء التي تسافر تحت الماء، ووضع القطران والشمع عليها، فتدخل الميناء الذي نسميه الآن هافانا، وهناك يميلون السفينة لترميمها ولذلك سمي الميناء دي كاريناس. هذا الخليج جيد جدًا ويمكنه استضافة العديد من السفن، التي زرتها بعد بضع سنوات من الاكتشاف... قليل منها في إسبانيا، أو في أي مكان آخر في العالم، يساويها».
أدى هذا المرفأ الرائع عند مدخل خليج المكسيك مع سهولة الوصول إلى تيار الخليج، وهو تيار المحيط الرئيسي الذي اتبعته الملاحات عند السفر من الأمريكيتين إلى أوروبا، إلى تطور هافانا المبكر بوصفها ميناء رئيسيًا لمستعمرات العالم الجديد في إسبانيا. احتفِل بذكرى هذا التأسيس النهائي من قبل إل تمبليتي.
كانت هافانا المدينة السادسة التي أسسها الإسبان في الجزيرة، أطلق عليها بانفيلو دي نارفايز اسم سان كريستوبال دي لا هابانا، ويجمع الاسم بين سان كريستوبال، والقديس الشفيع هافانا، وهابانا، من أصل غامض، ربما مشتقة من هاباغونيكس، وهو رئيس أمريكي أصلي سيطر على تلك المنطقة، بحسب ما ذكر دييغو فيلاسكيز في تقريره إلى ملك إسبانيا. بعد وقت قصير من تأسيس المدن الأولى في كوبا، شكلت الجزيرة قاعدة لبعثات الاستكشاف، والغزو واستيطان الأراضي الأخرى. نظم إيرنان كورتيس رحلته إلى المكسيك من الجزيرة. لم تقدم كوبا، خلال السنوات الأولى من اكتشاف الأرض، أية ثروة فورية إلى الغزاة، فكانت فقيرة بالذهب والفضة والأحجار الكريمة، وانتقل العديد من مستوطنيها إلى الأراضي الواعدة في المكسيك وأمريكا الجنوبية والتي جرى اكتشافها واستعمارها في ذلك الوقت. جذبت أساطير إل دورادو والمدن السبع الذهبية العديد من المغامرين من إسبانيا، وكذلك من المستعمرات المجاورة، تاركين هافانا وبقية كوبا غير مأهولة إلى حد كبير.